# ガラクトシルガラクトシルグルコシルセラミダーゼ
ガラクトシルガラクトシルグルコシルセラミダーゼ(Galactosylgalactosylglucosylceramidase、EC 3.2.1.47)は、以下の化学反応を触媒する。
D-ガラクトシル-D-ガラクトシル-D-グルコシル-N-アシルスフィンゴシン + 水{\displaystyle \rightleftharpoons }D-ガラクトース + ラクトシル-N-アシルスフィンゴシン
従って、この酵素の2つの基質はD-ガラクトシル-D-ガラクトシル-D-グルコシル-N-アシルスフィンゴシンと水、2つの生成物はD-ガラクトースとラクトシル-N-アシルスフィンゴシンである。
この酵素は、加水分解酵素、特にO-およびS-グリコシル化合物加水分解酵素に分類される。系統名は、D-ガラクトシル-D-ガラクトシル-D-グルコシル-N-アシルスフィンゴシン ガラクトヒドロラーゼである。その他よく用いられる名前に、trihexosyl ceramide galactosidase、ceramide trihexosidase、ceramidetrihexoside alpha-galactosidase、trihexosylceramide alpha-galactosidase、ceramidetrihexosidase等がある。